# Un Coup de dés jamais n’abolira le Hasard (Mallarmé)
Un Coup de dés jamais n’abolira le Hasard ist ein Gedicht in freien Versen des französischen Symbolisten Stéphane Mallarmé aus dem Jahr 1897.
Das Gedicht gilt als eins der ersten Beispiele typographischer Poesie in der französischen Literatur und war von weitreichendem Einfluss in vielen Bereichen der Literatur, der Kunst und der Musik der Moderne, vom Kubismus, Futurismus, Dadaismus bis zum Konstruktivismus und Surrealismus. Durch die typographische Gestaltung, in der Worte und Phrasen unter Verwendung verschiedener Schriftarten, Schriftgrade und Schriftschnitte, locker und wie durch Zufall, auf die Doppelseiten des Buchs verteilt sind, kommt die Bildqualität des gedruckten Wortes in den Fokus des Betrachters. Die „Bildlichkeit in bestimmten barocken Spielformen der Lyrik“ führt bei Mallarmé hin „zu einer Verallgemeinerung des Prinzips“.
Le Coup de dés ist, wie es Françoise Morel in ihrem Vorwort zur Textausgabe von 2007 formuliert, „eine lange philosophische Überlegung über Raum und Zeit, die Schaffung des Universums, seinen Ursprung, seine Entwicklung und sein Wesen, reflektiert zugleich durch Gedanken, Erinnerung und Sprache, etwas, das bei lebendigen Wesen einzigartig ist und das ihnen erlaubt, jemand anderem etwas völlig Neues wie ein Gedicht, die Zahl, die Prosodie und schließlich die Schönheit mitzuteilen. Fragen, die fast alle ohne Antwort bleiben, da das Ende des Poème wieder ganz an seinen Anfang zurückkehrt.“

## Editionsgeschichte
Mallarmé hat an seinem Langgedicht dreißig Jahre lang gearbeitet. Erstmals veröffentlicht wurde es am 1. Mai 1897 in der Nummer 17 der Zeitschrift Cosmopolis. Dem Text vorangestellt ist ein Vorwort Mallarmés mit dem Titel Observation relative au poème, in dem er seinen Versuch (tentative) mit einer Sinfonie vergleicht. Der Titelsatz „Un Coup de dés jamais n’abolira le Hasard“ ist mit den größten Drucktypen über den gesamten Text verstreut. In den vielen, teils großen Zwischenräumen – manche Seiten bleiben ganz weiß – befinden sich weitere Sätze in anderen Drucktypen. „So soll eine Lektüre auf mehreren Ebenen, ähnlich der einer Partitur, möglich werden. Große Abstände wie völlig leere Seiten lassen den Leser sein eigenes Scheitern (naufrage) erfahren“. Mallarmé war mit dem kleinen Format der Ausgabe nicht zufrieden.
Als der Galerist Ambroise Vollard Mallarmé den Vorschlag machte, das Poem in einer durch Odilon Redon illustrierten Ausgabe herauszubringen, vertraute ihm Mallarmé seinen Entwurf für den Druck an. Mit Redon war Mallarmé seit Jahren eng befreundet, zu einer künstlerischen Zusammenarbeit kam es aber nur dieses eine Mal.
Nach einer Reihe von Probeabzügen zeigte sich Mallarmé endlich zufrieden mit dem Ergebnis. Mallarmé starb am 9. September 1898, das Projekt wurde nicht ausgeführt. Der Drucker Firmin Didot, der von der ganzen Sache nicht überzeugt war, ließ nach Mallarmés Tod die Schrifttypen zerstören, erhalten sind nur vorhergehende Probeabzüge und die Lithographien Redons. Erst 1914 brachte Gallimard auf der Grundlage mehrerer Abzüge das Poem in dem von Mallarmé gewünschten Format heraus und mit einer Typographie, die Wünsche Mallarmés weitestgehend berücksichtigt. Redaktioneller Mitarbeiter dieser Ausgabe, die in der Reihe Éditions de La Nouvelle Revue Française erschien, war Edmond Bonniot (1869–1930), der Schwiegersohn Mallarmés. 2017 gab es eine neue Ausgabe der Gallimard-Fassung durch die Schweizer typografische Werkstatt Le Cadratin.

## Ausstellungen (Auswahl)
- 2003/2004: A throw of the dice: artists inspired by a visual text. An exhibit in the UC Irvine Langson Library’s Muriel Ansley Reynolds Exhibit Gallery. Irvine, CA[9]
- 2007: Mallarmé’s Coup d’État: Un coup de dés. Ella Strong Denison Library, Clark Humanities Museum, Claremont, CA
- 2008: Un Coup de Dés/Writing Turned Image/An Alphabet of Pensive Language. Generali Foundation, Wien[10]
- 2011/2012: Biblioteca Mallarmé. Jorge Méndez Blake. Travesía Cuatro, Madrid[11]
- 2016/2017: Michaelis Pichler. Exposition littéraire autour de Mallarmé, Kunstverein Milano / Il Lazzaretto[12]
- 2022: Mallarmé, Broodthaers, et les autres. Galerie Michael Werner, Berlin[13]

## Rezeption in den Bildmedien, der Literatur und der Musik
Mallarmés Poem wurde in den unterschiedlichsten Bereichen der europäischen Kultur rezipiert und hatte eine Fülle von Künstlerbüchern in vielen Sprachen zur Folge.
Man Ray bezieht sich in Les mystéres du Chateau des Dés bereits 1929 in seinem letzten und längsten Kurzfilm auf Mallarmés Gedicht. Den Vorspann seines Films, in dem er das Zufallsprinzip zum Thema macht, beginnt Man Ray mit dem Zitat des Titels von Mallarmés Poem, das Ende zeigt zwei Marionettenhände beim Würfeln, wobei die Würfel ins Leere fallen.
1969 stellte der Antwerpener Galerist Michael Werner in der Wide White Space Gallery Marcel Broodthaers’ Künstlerbuch Un Coup de dés jamais n’abolira le Hasard aus. Broodthaers hatte in dem auf Transparentpapier gedruckten Buch, in dem Format und Layout von Mallarmés Buch beibehalten wird, alle Schriftzeilen schwarz geblockt, sodass bei jeder Wendung einer Seite ein neues graphisches Bild in differenzierten schwarz-grauen Abstufungen entsteht, und damit die Bildwirkung von Mallarmés Poem in den Fokus des Betrachters rückt.
Am 9. und 10. Mai 1977 drehten Danièle Huillet und Jean-Marie Straub auf dem Pariser Friedhof Père-Lachaise in der Nähe der Gedenktafel für die Toten der Pariser Kommune (1871) den Kurzfilm Toute révolution est un coup de dés. In dem Film rezitieren neun Personen das Poem Mallarmés.
Die Generali Foundation organisierte 2008 im Rupertinum im Salzburg eine Ausstellung unter dem Titel: Un coup de dés, Bild gewordene Schrift. Ein ABC der nachdenklichen Sprache. Gezeigt wurden Werke von Robert Barry, Lothar Baumgarten, Marcel Broodthaers, Theresa Hak Kyung Cha, Rodney Graham, Ulrike Grossarth, Jaroslaw Kozlowski, David Lamelas, Ewa Partum, Gerhard Rühm, Klaus Scherübel, Dominik Steiger, Ana Torfs, Peter Tscherkassky, Joëlle Tuerlinckx, Ian Wallace.
Unter dem Titel „Stéphane Mallarmé’ s Un coup de dés jamais n’abolira le hasard, Automatically Illustrated“ veröffentlichte der amerikanische Videokünstler und Filmemacher William E. Jones (* 1962) 2010 seine Reaktion auf den Text von Mallarmé. Er gab Mallarmés Zeilen einzeln in die Bildersuchfunktion von Google ein, wählte aus den erzielten Treffern ein passendes Bild aus und es stellte neben den Text, sodass eine eher zufällige Illustration dieses Gedichts vom Zufall entstanden ist.
2023 drehte Yvan Attal einen Spielfilm unter dem Titel Un coup de dés n’abolira jamais le hasard, in dem das Leben zweier Paare durch ein eher zufälliges Ereignis durcheinandergebracht wird.
Geneviève Calame komponierte 1977 ein Stück für Kammerorchester mit dem Titel „StEpHAnE mAllArmE ou Un coup de dés jamais n’abolira le hasard...“
„Un coup de dés n’abolira jamais le hasard“ ist ein Stück für Bariton und Cello der französischen Komponistin Graciane Finzi (* 1945), das 1998 erstmals aufgeführt wurde.
„Un coup de dés jamais n’abolira le hasard...“ ist der Titel eines Albums von Birgé – Collignon – Desprez. Das Album entstand aus einem Mitschnitt eines Improvisationskonzerts in dem Pariser Jazzclub Le Triton, wobei die Themen unter Nutzung von Oblique Strategies cards (Brian Eno und Peter Schmidt) vom Publikum bestimmt wurden. Das Album wurde am 28. November 2014 veröffentlicht.
Jüngste Fortschreibung zu Mallarmés „Würfelwurf“ in deutscher Sprache:
Felix Philipp Ingold: Fortschrift. Ein Gedicht in fünfzehn Würfen. Klagenfurt (Ritter Verlag) 2016.

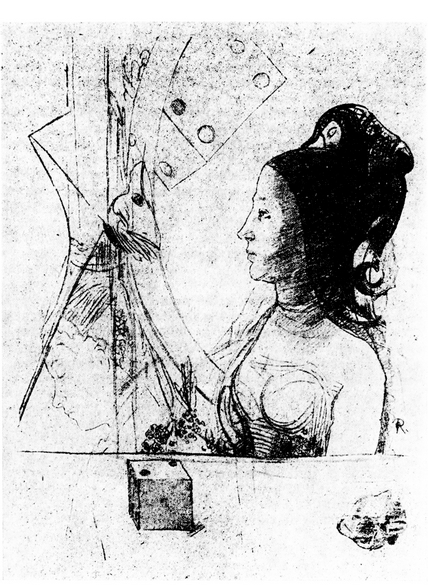
Odilon Redon, Un coup de dés – planche 1, 1897/ 1898

## Ausgaben (Auswahl)
- Stéphane Mallarmé: Un Coup de dés jamais n’abolira le hasard. Paris: Éditions de la Nouvelle Revue Française, 1914. Gedruckt in einer Auflage von 90 Stück.
- Stéphane Mallarmé:  Un coup de dés jamais n’abolira le hasard. Gallimard, Paris, 1993. ISBN 978-2-07-073649-2
- Stéphane Mallarmé: Un coup de Dés jamais n’abolira le Hasard. Fac-similés du manuscrit et des épreuves. La Table Ronde, Paris, 2007. (Format 240 × 320 mm) ISBN 978-2-7103-2990-9
- Stéphane Mallarmé: Un Coup de dés jamais n’abolira le Hasard.  3 compositions d’Odilon Redon. Editions Ypsilon, Paris, 2010. ISBN 978-2-35654-069-0

## Deutsche Übersetzungen
- Stéphane Mallarmé: Sämtliche Dichtungen. Mit einer Auswahl poetologischer Schriften. Französisch u. deutsch. Carl Fischer (Übersetzer), Rolf Stabel (Übersetzer). Nachwort Johannes Hauck. Hanser, München 1992. ISBN 978-3-446-16378-2
- Stéphane Mallarmé: Gedichte Französisch und Deutsch. Übersetzt u. kommentiert von Gerhard Goebel. Schneider, Gerlingen 1993. S. 244–247. ISBN 3-7953-0906-9.
- Stéphane Mallarmé: Un coup de dés jamais n’abolira le hasard / Ein Würfelwurf niemals tilgt den Zufall. Zweisprachig. Aus dem Französischen übersetzt von Wilhelm Richard Berger. Gestaltung von Klaus Detjen. Steidl, Göttingen 1995. (Typographische Bibliothek. 2.)
- Stéphane Mallarmé: Ein Würfelwurf. Eventail. Für Stéphane Mallarmé. Hrsg. von Alma Vallazza. Übersetzt u. erläutert von Marie-Louise Erlenmeyer. edition per procura, Lana, Wien 2000. ISBN 3-901118-42-X